# Parteniusz (Czertkow)
Parteniusz, imię świeckie Paweł Wasiljewicz Czertkow, także Wasiljew-Czertkow (ur. 30 lipca?/10 sierpnia 1782 w Moskwie, zm. 24 lipca?/5 sierpnia 1853 w Woroneżu) – rosyjski biskup prawosławny.

## Życiorys
Był synem prawosławnego diakona. Ukończył studia teologiczne w Akademii Słowiańsko-Grecko-Łacińskiej w Moskwie w 1803, po czym został w niej zatrudniony w charakterze wykładowcy. 28 października 1810 złożył wieczyste śluby mnisze, po czym został zaliczony w poczet mnichów monastyru Dońskiego w Moskwie oraz mianowany naczelnym kaznodzieją Akademii. Rok później został prefektem uczelni, a następnie przełożonym monasteru Podwyższenia Krzyża Pańskiego w Moskwie, z godnością archimandryty. W 1814 został przeniesiony do Monasteru Łużeckiego w Możajsku, także w charakterze przełożonego, został również rektorem Wifańskiego Seminarium Duchownego. W 1817 został rektorem seminarium duchownego w Moskwie, a następnie także przełożonym Monasteru Zaikonospasskiego. Od 1818 należał do konferencji (rady) Moskiewskiej Akademii Duchownej. W 1819 został przełożonym Monasteru Dońskiego i wszedł do konsystorza eparchii moskiewskiej.
21 sierpnia 1821 przyjął chirotonię biskupią i został ordynariuszem eparchii włodzimierskiej i suzdalskiej. W 1833 za pracę dla Cerkwi otrzymał godność arcybiskupa. We Włodzimierzu odnowił rezydencję biskupią, remontował również cerkwie i dbał o poziom moralny miejscowego duchowieństwa. Wspierał finansowo ubogich, w szczególności sieroty po zmarłych duchownych. Wysoko cenił go metropolita moskiewski Filaret. W 1850 przeniesiony na katedrę woroneską i zadońską, sprawował urząd przez trzy lata, do śmierci. Został pochowany w soborze Zwiastowania w Woroneżu w kompleksie monasteru Zwiastowania i św. Mitrofana.